# وادي الزناتي
وادي الزناتي مدينة وبلدية تابعة إقليميا إلى دائرة وادي الزناتي ولاية قالمة الجزائرية. تقع شمال شرقي البلاد وسط سلسلة هضاب محيطة بها، وتوجد جبال قريبة منها مثل:(جبل ماونة، جبل دباغ، جبل بني صالح -،جبل هوارة..) وأقرب الولايات إليها هي مدينة قالمة وولاية عنابة الساحلية وقسنطينة وسوق أهراس. علاوة على طابعها الصناعي والفلاحي والرعوي والغابي الذي يعطيها موقعا اقتصاديا واستراتيجيا هاما في الجزائر، وتعتبر منطقة قالمة منطقة زراعية ورعوية من الدرجة العالية، لكن ولكل أسف قل الاهتمام بهذه المنطقة خلال السنوات الأخيرة حيث حرمت وجردت من بعض المرافق التي كانت تتمتع بها.

## الموقع الجغرافي
تقع وادي الزناتي داخليا بالشمال الشرقي للجزائر ويحدها من الجنوب بلدية تاملوكة وعين تراب ودوار بير صطل أو بوياسة ومن الشمال صباط ومن الشرق عين مخلوف وراس العقبة ومن الغرب قصر العازب، ونظرا لموقعها الاستراتيجي لاحظ المستعمر (خلال الغزو الفرنسي سنة 1830) قدامتها الإستراتيجية، وتتمثل أكبر جاذبية سياحية للولاية في تضاريسها وطبيعتها إضافة إلى ثروتها المتميزة في المزروعات الوفيرة، ومن المعالم الأثرية تمثال خطاف العرايس.

## السكان

مستشفى مدينة وادي زناتي.

ينحدر جزء من سكان قالمة إلى قبيلة بني فوغال الأمازيغية وتتركز في المنطقة الممتدة من الخزارة شرقا إلى بوهمدان غربا وهاجرت هذه القبيلة إلى المنطقة سنة 1799 من غرب جيجل... كما يذكر الحسن الوزان أن الأعراب سيطروا على المنطقة ما بين القرنين 12 و 16 م وينحدر من هؤلاء البدو العرب أولاد ظافر وأولاد سنان وأولاد علي والدرايدية...كما هاجر عدد من القبائل الحضنية الهلالية مثل أولاد دراج والنوايل وأولاد ماضي...كما يوجد عدد من الفراجوة ويتركز عدد من الشاوية من قبيلة هوارة وقبيلة درغالي وهذه الأخيرة تعني لغويا **الشخص الذي لا يرى** حيث استوطنت هذه العائلة خلال 1860  مجنوب الولاية وبالضبط منطقة عين صابون قرب عين العربي والبعض منها بمنطقة الركنية غرب المدينة، أما قبيلة أولاد حريد فقد نشات نتيجة الاختلاط بين بقايا كتامة والهلاليين وكذلك الهلاليون من مرداس وبني صالح شمال وشرق الولاية. كما نذكر أيضا سنوات السبعينييات أين شهدت قالمة استقطاب البدو الرحل والتي تزخر بهم منطقة بورايح سليمان بعدما تنقلوا من المدن الجنوبية الجزائرية. وكان دخولهم لمدينة قالمة يتمثل في إقامة خيم بحي فنجال وبعدها حولت هذه الخيم إلى أحياء قصديرية وتم بعدها الاندماج الاجتماعي وتأقلموا مع السكان السابقين للمدينة. ونرى أن معظمهم يشتغلون في أعمال تجارية بسيطة مثل الخضر والفواكه أو سواق شاحنات وحافلات أو أعمال تجارية حرة.ونجد أقليتهم في الإدارات. أما في التسعينيات فقد شهدت المدينة تضخم سكاني هائل حيث دخل العديد من الغرباء عن المدينة والآتون من جميع الولايات بالخصوص الولايات التي كانت تعاني من مشاكل العشرية السوداء، ويرجع السبب الرئيسي لاختيارهم مدينة قالمة هو أمنها مقارنة مع الولايات الجزائرية الأخرى. ونستخلص من هذا أن مدينة قالمة حاليا أصبحت لها وزنها الاجتماعي كوزن المدن الجزائرية الكبرى نظرا لتعدد وتنوع القبائل بها.

## مكانة وادي الزناتي في الثورة

تمثال خطاف العرائس بوسط مدينة وادي زناتي.

خرج الجزائريون في مظاهرات 8 مايو 1945 ليعبروا عن فرحتهم بانتصار الحلفاء، وهو انتصار الديمقراطية على الدكتاتورية، وعبروا عن شعورهم بالفرحة وطالبوا باستقلال بلادهم وتطبيق مبادئ الحرية التي رفع شعارها الحلفاء طيلة الحرب العالمية الثانية، وكانت مظاهرات عبر الوطن كله وتكثفت في مدن قالمة، سطيف وخراطة، ونادوا في هذه المظاهرات بحرية الجزائر واستقلالها فكان رد الفرنسيين على المظاهرات السلمية التي نظمها الجزائريون هو ارتكاب مجازر 8 ماي 1945، وذلك بأسلوب القمع والتقتيل الجماعي..

## شوارعها المشهورة
- حي دلاس
- حي التوت
- حي الحدائق
- رود البوسيسي
- حي قرين
- ال lotissement 1,2,3,4,5
- حي بربوشة
- الباطوار
- الحواس

### وصلات داخلية
- دائرة وادي الزناتي